# Finlândia nos Jogos Olímpicos de Inverno de 1936
A Finlândia participou dos Jogos Olímpicos de Inverno de 1936 em Garmisch-Partenkirchen, na Alemanha.